# منتخب مصر لكرة القدم للسيدات
 منتخب مصر لكرة القدم للسيدات  هو الممثل الرسمي لدولة مصر في لعبة كرة القدم، هدافة الفريق هي اللاعبة أماني رشاد حيث أحرزت مع منتخب بلادها 21 هدف.

## سجل كأس العالم لكرة القدم
| نهائيات كأس العالم | نهائيات كأس العالم | نهائيات كأس العالم | نهائيات كأس العالم | نهائيات كأس العالم | نهائيات كأس العالم | نهائيات كأس العالم | نهائيات كأس العالم | نهائيات كأس العالم | نهائيات كأس العالم |
| السنة              | النتيجة            | لعب                | ف                  | ت*                 | خ                  | له                 | عليه               | فرق                |                    |
| ------------------ | ------------------ | ------------------ | ------------------ | ------------------ | ------------------ | ------------------ | ------------------ | ------------------ | ------------------ |
| 1991               | لم تتأهل           | -                  | -                  | -                  | -                  | -                  | -                  | -                  |                    |
| 1995               | لم تشارك           | -                  | -                  | -                  | -                  | -                  | -                  | -                  |                    |
| 1999               | لم تتأهل           | -                  | -                  | -                  | -                  | -                  | -                  | -                  |                    |
| 2003               | لم تشارك           | -                  | -                  | -                  | -                  | -                  | -                  | -                  |                    |
| 2007               | لم تتأهل           | -                  | -                  | -                  | -                  | -                  | -                  | -                  |                    |
| 2011               | لم تشارك           | -                  | -                  | -                  | -                  | -                  | -                  | -                  |                    |
| 2015               | لم تتأهل           | -                  | -                  | -                  | -                  | -                  | -                  | -                  |                    |
| المجموع            | 0/6                | -                  | -                  | -                  | -                  | -                  | -                  | -                  |                    |

## الأداء في بطولة أفريقيا لكرة القدم للسيدات
| بطولة أفريقيا لكرة القدم للسيدات | بطولة أفريقيا لكرة القدم للسيدات | بطولة أفريقيا لكرة القدم للسيدات | بطولة أفريقيا لكرة القدم للسيدات | بطولة أفريقيا لكرة القدم للسيدات | بطولة أفريقيا لكرة القدم للسيدات | بطولة أفريقيا لكرة القدم للسيدات | بطولة أفريقيا لكرة القدم للسيدات | بطولة أفريقيا لكرة القدم للسيدات | بطولة أفريقيا لكرة القدم للسيدات |
| السنة                            | النتيجة                          | لعب                              | ف                                | ت*                               | خ                                | له                               | عليه                             | فرق                              |                                  |
| -------------------------------- | -------------------------------- | -------------------------------- | -------------------------------- | -------------------------------- | -------------------------------- | -------------------------------- | -------------------------------- | -------------------------------- | -------------------------------- |
| 1991                             | لم تشارك                         | -                                | -                                | -                                | -                                | -                                | -                                | -                                |                                  |
| 1995                             | لم تشارك                         | -                                | -                                | -                                | -                                | -                                | -                                | -                                |                                  |
| 1998                             | دور المجموعات                    | 3                                | 0                                | 0                                | 3                                | 2                                | 14                               | -12                              |                                  |
| 2000                             | لم تتأهل                         | -                                | -                                | -                                | -                                | -                                | -                                | -                                |                                  |
| 2002                             | لم تشارك                         | -                                | -                                | -                                | -                                | -                                | -                                | -                                |                                  |
| 2004                             | لم تشارك                         | -                                | -                                | -                                | -                                | -                                | -                                | -                                |                                  |
| 2006                             | لم تتأهل                         | -                                | -                                | -                                | -                                | -                                | -                                | -                                |                                  |
| 2008                             | لم تشارك                         | -                                | -                                | -                                | -                                | -                                | -                                | -                                |                                  |
| 2010                             | لم تشارك                         | -                                | -                                | -                                | -                                | -                                | -                                | -                                |                                  |
| 2012                             | لم تتاهل                         | -                                | -                                | -                                | -                                | -                                | -                                | -                                |                                  |
| 2014                             | لم تتاهل                         | -                                | -                                | -                                | -                                | -                                | -                                | -                                |                                  |
| 2016                             | مرحلة المجموعات                  | 3                                | 1                                | 0                                | 2                                | 1                                | 7                                | -6                               |                                  |
| المجموع                          | مرحلة المجموعات                  | 6                                | 1                                | 0                                | 5                                | 3                                | 21                               | -18                              |                                  |